# Exochus atriceps
Exochus atriceps är en stekelart som beskrevs av Walsh 1873. Exochus atriceps ingår i släktet Exochus och familjen brokparasitsteklar. Inga underarter finns listade i Catalogue of Life.